# Nastasia Ionescu
Nastasia Ionescu z domu Nichitov (ur. 5 marca 1954 w Maliuc) – rumuńska kajakarka. Złota medalistka olimpijska z Los Angeles (1984).
Brała udział w dwóch igrzyskach olimpijskich (IO 76, IO 84). W 1984, pod nieobecność sportowców z części krajów tzw. Bloku Wschodniego, zdobyła złoto w kajakowej czwórce na dystansie 500 metrów. Na  mistrzostwach świata była medalistką w dwóch konkurencjach. 